# Эрджюмен, Шахика
Шахика Эрджюмен (тур. Şahika Ercümen; род. 16 января 1985, Чанаккале) — турецкий фридайвер и диетолог, одна из рекордсменок мира во фридайвинге.

## Биография
Родилась 16 января 1985 года в Чанаккале. Училась в начальной школе Гази и в Анатолийской средней школе Милли Пиянго. Окончила Башкентский университет, факультет здоровья человека, кафедру здорового питания и диетологии. Занимается подводными видами спорта: подводным хоккеем, регби, спортивным ориентированием и дайвингом. Неоднократная участница чемпионатов мира и Европы, с 2001 года выступает за четыре турецких сборных по разным видам подводного спорта.

## Рекорды
- 110 м, динамическое апноэ подо льдом (DYN), 11 февраля 2011 года, Австрия, озеро Вайссензее. Рекорд занесён в Книгу рекордов Гиннесса как достижение среди мужчин и женщин[3][4]: у мужчин рекорд составлял ранее 108 м, у женщин — 70 м[5][6].
- 70 м, апноэ с постоянным весом и ластами (CWT), 10 ноября 2011 года, Египет, Дахаб. Рекорд признан Всемирной конфедерацией подводной деятельности; предыдущий рекорд принадлежал Тане Стритер (67 м)[3].
- 60 м, апноэ с переменным весом без ласт (VNF), 10 ноября 2011 года, Египет, Дахаб[4][7].
- 61 м, апноэ с переменным весом без ласт (VNF), 1 июня 2013 года, Турция, озеро Ван. Рекорд признан Всемирной конфедерацией подводной деятельности[8]. Выбор Шахика обосновала стремлением призвать мир защитить от вымирания вид кефали из озера Ван[9].
- 91 м, апноэ с переменным весом без ласт (VNF), 23 июля 2014 года, Турция, Каш. Время 2:49. Предыдущий рекорд принадлежал Дерье Джан[10].
- 110 м, апноэ с переменным весом с ластами (VWT), 22 октября 2016 года, Турция, Каш. Время 2:44. Рекорд признан Всемирной конфедерацией подводной деятельности[11].